# Klarälven
Klarälven (»Bistra reka« v švedščini) je reka, ki teče skozi Norveško in Švedsko. Skupaj z Göta älv, ki se imenuje, ker reka teče skozi jezero Vänern, torej obravnavana kot celota, je Göta älv—Klarälven najdaljša reka v Skandinaviji in v nordijskih državah, njen švedski del pa je najdaljša reka Švedske. Ti dve reki imata tudi največji porečje na istih območjih, 50.229 km2, vključno z vsemi rekami, ki se izlivajo v Vänern, od katerih je 42.468 km2 na Švedskem in 7761 km2 na Norveškem.
Izvira na severovzhodni strani gore Brändstöten in teče skozi nekaj manjših jezer do jezera Rogen v Härjedalenu na Švedskem, nato pa prečka norveški Hedmark, kjer teče skozi jezero Femunden. Tam je znana kot Femundelva in Trysilelva. Preostanek reke, najdaljši del, teče skozi Värmland in se na koncu v delti izliva v Vänern pri Karlstadu.
Vänern se nato izliva v Göta älv in doseže morje pri Göteborgu.
Reka je v preteklosti zagotavljala znatne gospodarske koristi, saj je bila primerna transportna pot za prevoz hlodov, trenutno pa je mednarodno priznana kot odlična voda za športni ribolov.

## Geografija in geologija
Porečje Klarälven se običajno imenuje Klarälvdalen (porečje Klarälv), kjer se na poti do jezera Vänern nabere veliko vode. Drugi pomembni viri vode so zasnežene gore na severnih območjih povodja, ki spomladi, ko se sneg stopi, zagotavljajo znatne pretoke; letne poplave so pogoste.
Sten De Geer je ravni rečni tok severno od Edebäcka uvrstil med tektonske doline, saj sledi coni Protogine – coni šibkosti kamninske podlage iz predkambrija. Med odledenitvijo Skandinavije približno 10.000 let pred sedanjostjo se je ledeniški led neenakomerno umaknil, dolina Klarälven pa je imela štrleči ledeni jezik, medtem ko so bila okoliška višavja brez ledu. Umik ledu je pustil mrtvi led pokopan v ledeniško-fluvialnih sedimentih doline. Rečni tok severno od Edebäcka je oblikoval starodavni fjord, potem ko se je osvobodil ledeniškega ledu in preden je postglacialni odboj dokončno dvignil dno doline nad morje. Rečni tok južno od Edebäcka je verjetno kvartarni premik, ki ga je povzročilo kopičenje ledeniških usedlin.
Od konca zadnje ledene dobe se je ustje Klarälvena premaknilo proti jugu od Forshage do svojega trenutnega položaja pri Karlstadu, in se še vedno premika, čeprav iz drugačnih razlogov, saj reka nosi znatne količine peska, izrezanega z zunanjih robov njenih vijugastih ovinkov, zaradi česar se obala Vänerna nenehno premika proti jugu.
Močno vijuganje Klarälvena povzroča številna mrtvice, ki nastanejo zaradi preostrega ovinka, kar sčasoma povzroči, da reka ustvari novo, krajšo pot. Umetni otoček Gubbholmen v osrednjem Karlstadu je nastal zaradi kopičenja 5000 ton peska, ki se je vsak dan prenašal med spomladansko poplavo.
Ob vstopu v regijo Karlstad se rečna delta razdeli na dva glavna dela in osem manjših delov. Vzhodni del se po prehodu Gubbholmena razdeli na dva nadaljnja glavna kraka (sčasoma na tri krake). Zahodni del se razdeli na pet krakov.
V prvi polovici 20. stoletja so geografijo in kvartarno geologijo Klarälvena preučevali različni švedski raziskovalci, med njimi Alfred Elis Törnebohm, Sten De Geer in Lennart von Post. Zadnji kvartarni geolog je umrl leta 1951 in svoje raziskave pustil nedokončane, kljub temu pa je bil Klarälven do leta 1956 najbolj raziskana reka na Švedskem. Åke Sundborgova izjemna doktorska disertacija in publikacija o geomorfologiji in hidrologiji Klarälvena iz leta 1956 velja za pomembno referenčno delo za rečne študije na Švedskem.

## Gospodarski pomen
V reki je nekaj hidroelektrarn. To so hidroelektrarne od juga proti severu.
- Elektrarna Forshaga v Forshagi,
- Elektrarna Dejefors v Deju, 20 MW
- Elektrarna Munkfors v Munkforsu, 33 MW,
- Elektrarna Skymnäsforsen v Skymnäsforsu, 17 MW,
- Elektrarna Forshult v Forshultu, 20 MW,
- Elektrarna Krakerud v Krakerudu, 22 MW,
- Elektrarna Skogaforsen v Skogaforsu 15 MW,
- Elektrarna Edsforsen v Edsforsu 9 MW
- Elektrarna Höljes v Höljesu, 130 MW.

### Ribolov
V zadnjih letih je športni ribolov v Klarälvenu pridobil mednarodno priznanje zaradi ribolova atlantskega lososa in potočne postrvi; ti dve vrsti rib sta priljubljeni med muharji. Konkurenca za uporabo območij, bogatih s to priljubljeno vrsto, je živahna, v glavni sezoni pa lahko cena ribolovnih dovoljenj doseže tudi 500 švedskih kron (68 ameriških dolarjev) na dan. Sprejeti so tudi drugi ukrepi za zagotovitev preživetja ribištva, vključno s strogimi pravili o najmanjših dovoljenih velikostih in količinah rib, pa tudi z zahtevo, da se neželene ribe, kot je severna ščuka, po ulovu ubijejo.
Čeprav je bila reka prometna pot za prevoz hlodov, so poročali, da ribje populacije v Klarälvenu niso trpele zaradi močne aktivnosti, podvodno življenje pa je imelo od tega koristi, zlasti populacija lipana. Ko se je prevoz hlodov leta 1991 ustavil, so kasneje poročali, da so koristni učinki počasi izginjali, saj je obalna vegetacija postajala gostejša, kar je ribam zagotavljalo manj ugodno okolje.
Leta 1997 je bila ustanovljena višja srednja šola, specializirana za izobraževanje o športnem ribolovu, da bi zadostila potrebam po usposobljenih strokovnjakih za vodenje ribolovnega turizma.

### Drugi turizem
Klarälven ima čisto in sladko vodo, primerno za kopanje, vendar je potrebna previdnost pri kopanju na točki, preden reka doseže svojo delto, saj so lahko tokovi zahrbtni.
Med sodobne turistične atrakcije poleg športnega ribolova spadata tudi vožnja s kanuji in rafting od Branäsa do Edebäcka.

### Vožnja hlodov
Vožnja hlodov sega v 17. stoletje, čeprav se je vožnja hlodov znatno povečala na začetku 20. stoletja, ko se je papirna industrija začela širiti. Vožnja hlodov se je izvajala tako, da so posekane hlode odvrgli v reko, kjer so plavali do ločevalnega mesta pri Forshagi. Nato jih je zadrževala plavajoča konstrukcija, podobna ograji, dokler se drvarji niso mogli premakniti po hlodih, jih identificirati in jih s posebnimi kavlji usmeriti na določena območja. Po združevanju hlodov z istimi oznakami podjetij so jih nato odvlekli na njihova mesta.
Sezonsko je delalo kar 1500 ljudi, ki so bili zaposleni v lokalnem društvu voznikov hlodov, plačani pa so bili s strani papirnic in lastnikov gozdov. Čeprav je bilo delo tvegano, je bilo osebje usposobljeno in v zadnjih 30 letih delovanja je bil zabeležen le en primer utopitve. Od 19 čolnov Lusten, ki so vlekli hlode do končnih destinacij, je danes v delujočem stanju le eden; Lusten 8, ki služi kot turistična atrakcija.
Po zaprtju industrije prevoza hlodov leta 1991 je bila preostala oprema prodana na dražbi, večina pa je bila prodana občini Forshaga, ki je opremo uporabila za ustanovitev muzeja prevoza hlodov, stare stavbe, ki so se uporabljale za delovanje, pa so bile njegova glavna stavba. Po zaprtju prevoza hlodov zaradi poplav v Klarälvenu se je praksa prevoza hlodov na Švedskem uradno končala.